# Tweede Kamerverkiezingen 2002/Kandidatenlijst/VVD
De kandidatenlijst voor de Tweede Kamerverkiezingen 2002 van de VVD is als volgt:

## De lijst
- vet: verkozen
- schuin: voorkeurdrempel overschreden

1. Hans Dijkstal - 719.320 stemmen
2. Annemarie Jorritsma-Lebbink - 144.413
3. Gerrit Zalm - 350.007
4. Erica Terpstra - 74.574
5. Loek Hermans - 6.219
6. Benk Korthals - 4.804
7. Frank de Grave - 11.518
8. Jozias van Aartsen - 3.030
9. Hella Voûte-Droste - 9.440
10. Johan Remkes - 3.505
11. Clemens Cornielje - 1.623
12. Hans Hoogervorst - 1.489
13. Henk Kamp - 36.138
14. Henk van Hoof - 899
15. Anke van Blerck-Woerdman - 4.456
16. Gijs de Vries - 798
17. Willibrord van Beek - 1.012
18. Monique de Vries - 1.806
19. Pieter Hofstra - 2.372
20. Frans Weisglas - 2.245
21. Jan Rijpstra - 1.171
22. Bibi de Vries - 1.328
23. Jan te Veldhuis - 977
24. Atzo Nicolaï - 828
25. Nellie Verbugt[1] - 5.040
26. Ruud Luchtenveld[1] - 499
27. Gert Jan Oplaat[1] - 2.672
28. Jan-Hendrik Klein Molekamp[1] - 465
29. Jan Dirk Blaauw[1] - 705
30. Geert Wilders[1] - 2.522
31. Stef Blok[1] - 4.969
32. Theo van den Doel[1] - 1.215
33. Jan Geluk[1] - 2.804
34. Janneke Snijder-Hazelhoff - 3.413
35. Frans Weekers - 6.156
36. Arno Visser - 735
37. Fadime Örgü - 9.883
38. Laetitia Griffith - 541
39. Eric Balemans - 520
40. Hans van Baalen - 727
41. Charlie Aptroot - 1.500
42. Paul de Krom - 333
43. Ton Hooijmaijers - 7.871
44. Jan Maurits Faber - 475
45. Otto Vos - 590
46. Janmarc Lenards - 318
47. Jacques Niederer - 6.599
48. Ernst van Splunter - 314
49. Edith Schippers - 454
50. Ton de Swart - 271
51. Hugo Hurts - 643
52. Anton van Schijndel - 3.439
53. Enric Hessing - 243
54. Jelleke Veenendaal - 718
55. Menno Knot - 610
56. Christel Bottenheft - 2.119
57. Thijs Udo - 400
58. Joost Manusama - 460
59. Wim Passtoors - 221
60. Karina Kuperus - 397
61. Ingrid Muijs - 1.408
62. Sammy van Tuyll van Serooskerken - 345
63. Bernd Taselaar - 178
64. Arjen Gerritsen - 226
65. Annemieke de Beer-Vermeulen - 352
66. Jan Verhoeven - 585
67. Laurine Bonnewits-de Jong - 314
68. Max Kerremans - 118
69. Peter de Baat - 165
70. Remco Kouwenhoven - 194
71. Renee Spermon-Marijnen - 549

## Regionale kandidaten
De plaatsen vanaf 72 op de lijst waren per kieskring verschillend ingevuld.

### Groningen, Leeuwarden, Assen, Zwolle, Lelystad
1. Koen Schuiling - 220
2. Frank Perquin - 68
3. Attje Waal-van Seijen - 181
4. René Leegte - 440

### Nijmegen, Arnhem, Tilburg, 's-Hertogenbosch, Maastricht
1. Marnix de Ridder - 636
2. Hans van Xanten - 212
3. Maarten Velthoen - 135
4. Ingrid Bruaset-Schouten - 270
5. Peter Groenestein - 976

### Utrecht, Amsterdam, Haarlem, Den Helder
1. Hans Pluckel - 72
2. Anne Marie Hey - 318
3. Jan Borghuis - 54
4. Frans Zomers - 1.306

### 's-Gravenhage, Rotterdam, Dordrecht, Leiden, Middelburg
1. Jaap Paans - 130
2. Robert Jan Blom - 840
3. Det Regts - 62
4. Erna van der Bent-Molendijk - 146
5. Sandra Korthuis - 1.409

PvdA · VVD · CDA · D66 · GroenLinks · SP · SGP · VSP · NMP · PvdT · VIP & Ouderenunie · ChristenUnie · Duurzaam Nederland · Leefbaar Nederland · LPF · Republikeinse Volkspartij
1948 · 1952 · 1956 · 1959 · 1963 · 1967 · 1971 · 1972 · 1977 · 1981 · 1982 · 1986 · 1989 · 1994 · 1998 · 2002 · 2003 · 2006 · 2010 · 2012 · 2017 · 2021 · 2023